# Bleed Out (álbum de Within Temptation)
Bleed Out es el octavo álbum de estudio de la banda de metal sinfónico Within Temptation, lanzado el 20 de octubre del 2023. La banda anunció en el 2020 que darían un giro en su forma de lanzar nueva música. Optarían esta vez por lanzar sencillos para mantener el sonido fresco e inspirador para luego culminar el proceso con un álbum de estudio. El álbum consta de once canciones, de las cuales 7 se lanzaron como sencillos previos. El álbum marca la primera vez que la banda opta por lanzar un disco completo sin el apoyo de una gran discográfica, y es el último álbum en el que participa Martijn Spierenburg al teclado. Musicalmente, el disco incorpora elementos del metal sinfónico, el metal gótico, el metalcore y el  djent.
En términos comerciales, las entradas en las listas de álbumes se concentraron en Europa. Tras su lanzamiento, alcanzó el número dos en los Países Bajos, el país de origen de la banda, y llegó al top ten en países como Bélgica, Alemania y Suiza. El álbum recibió críticas generalmente positivas por parte de los críticos musicales. Los críticos de Kerrang!, Metal Hammer y Rock Hard se mostraron favorables al disco, valorando positivamente la nueva dirección adoptada por la banda, los instrumentos más pesados y el enfoque más directo y explícito de las letras. El álbum ganó el premio Edison, un galardón musical holandés otorgado por la NVPI, en la categoría de Mejor Álbum de Rock.

## Antecedentes
Los primeros planes para grabar un octavo álbum de estudio surgieron unos meses después del lanzamiento de Resist. En junio de 2019, la vocalista Sharon den Adel comentó que la banda probablemente volvería al estudio en septiembre, después de la temporada de conciertos de los festivales de verano. Más tarde ese mismo año, la banda entró de nuevo en el estudio para escribir y grabar nuevas canciones que se incluirían en un posible próximo lanzamiento. Con el fin de romper el ciclo tradicional de escribir un álbum completo, promocionarlo a través de sencillos, la banda también dejó amistosamente Vertigo Records, el sello que había publicado su álbum anterior. Después de eso, optaron por ser independientes como un medio para escribir y publicar material de acuerdo a sus propias preferencias.

### Grabación y desarrollo
Inicialmente, el plan original era lanzar un sencillo independiente para promocionar la gira Worlds Collide Tour con Evanescence. Programada para comenzar en marzo de 2020, la gira tuvo que posponerse cuatro veces debido a la pandemia COVID-19 y a las normas de distanciamiento social, hasta que tuvo fecha para finales de 2022. Aun así, la banda decidió lanzar "Entertain You". El sencillo se anunció oficialmente a finales de abril de 2020, y posteriormente se lanzó el 8 de mayo.
Durante este período, una serie de otros sencillos fueron lanzados tan pronto como fueron grabados, como una forma de que la banda se mantuviera activa antes de la grabación de un álbum completo y también de mantenerse en contacto con los fanes. Según den Adel, esta era una estrategia que el grupo ya había decidido seguir para el siguiente lanzamiento antes del estallido de la pandemia, y su aparición dejó a la banda en un contexto en el que esta forma de grabar y lanzar también encajaría bien. En julio de 2020, el cantante comentó durante el programa de radio estadounidense Full Metal Jackie que el grupo ya tenía dos canciones más grabadas, además de algunas maquetas. Un segundo sencillo titulado, «The Purge», fue lanzado el 20 de noviembre de 2020 junto con un vídeo musical. El 18 de febrero de 2021, den Adel declaró que la banda estaba planeando lanzar más sencillos en este formato independiente, desconociendo aún si ese material estaría presente en un futuro álbum o no, ya que tenían otros temas ya grabados.
A mediados de 2021, cuando los conciertos aún estaban prohibidos debido a las normas de distanciamiento social, la banda grabó un concierto virtual especial titulado The Aftermath. En el concierto se presentó una nueva canción, «Shed My Skin»,
que también se lanzó como sencillo promocional. En ella participó el grupo alemán de metalcore annisokay, que también apareció en el concierto y en el vídeo musical promocional extraído del mismo.
Tras la disminución de la pandemia y la relajación de las medidas de seguridad, que permitieron que volvieran a celebrarse conciertos en directo, la banda optó por continuar con esta forma de lanzar canciones como forma de preparar un próximo álbum de estudio. Sin embargo, el formato del álbum aún no estaba claro en ese momento del proceso de composición, y den Adel comentó que los últimos sencillos probablemente no se incluirían en el lanzamiento completo. El cuarto de estos sencillos independientes, «Don't Pray for Me», se anunció el 22 de junio de 2022, y se publicó el 8 de julio. Otro sencillo, «The Fire Within», se publicó el 9 de diciembre. Esta canción, sin embargo, se grabó originalmente en 2019, y luego se consideró una toma descartada. Su vídeo musical promocional mostraba imágenes capturadas durante la gira Worlds Collide Tour.
El 18 de mayo de 2023, se lanzó un quinto sencillo independiente, «Wireless». Durante una entrevista para la revista británica Rock Sound en junio de 2023, den Adel declaró que probablemente se lanzaría un nuevo álbum de estudio antes de Navidad. El 18 de agosto de 2023, se anunció el álbum junto con un sexto sencillo, ambos llamados «Bleed Out». Con la confirmación del octavo álbum de estudio, se supo que la banda optó por mantener los sencillos independientes anteriores como parte de todo el lanzamiento, a excepción de «The Fire Within». Según el guitarrista Stefan Helleblad, esos sencillos no tuvieron que mezclarse de nuevo para formar parte del álbum, ya que todas las canciones se grabaron con el mismo equipo y grabadoras.
Otras canciones incluidas en el álbum que no se publicaron como sencillos independientes, como «Ritual», también se concibieron unos años antes. Como la canción no encajaba en el anterior lanzamiento del grupo, Resist, ni tampoco en el proyecto en solitario de Adel, My Indigo, se archivó momentáneamente. Tras rehacerla, la canción acabó encajando con el ambiente musical y la línea temática principales de Bleed Out, por lo que se añadió al listado final.  Sin embargo, también hubo otras canciones grabadas durante ese periodo que no llegaron al corte final del álbum.

## Composición
Al principio, el grupo no tenía una dirección musical clara ni un concepto temático para todo el álbum de estudio. Una de las ventajas de lanzar singles independientes, según den Adel, es la posibilidad de escribir una canción sobre algo que está sucediendo en un momento concreto y no preocuparse de si encajaría en un lanzamiento a mayor escala. En julio de 2020, al ser entrevistado en el programa de radio estadounidense Full Metal Jackie, el cantante comentó que el próximo álbum probablemente trataría temas relacionados con aspectos sociales. Algunos de los singles independientes lanzados trataban directamente temas sociales, como el acoso y los prejuicios contra los marginados sociales, la muerte de Mahsa Amini, el forzamiento de las visiones del mundo y las creencias religiosa, y la invasión rusa de Ucrania en 2022,  mientras que otros estaban relacionados con temas más personales, como el crecimiento personal.  Cuando el álbum fue adquiriendo una forma más concreta, la banda optó por seguir el tema de la «libertad», incluyendo los aspectos personales, políticos y sociales. Den Adel considera que el proceso de composición del álbum se dividió en dos, ya que algunas canciones habían empezado a gestarse antes del brote de COVID-19, y otras después de la pandemia y de que se produjeran otros acontecimientos perturbadores en el mundo, que les afectaron a ella y a otros miembros de la banda y les impulsaron a escribir sobre ello.

### Estilo e influencias
Bleed Out desarrolla aún más la preferencia de Within Temptation por experimentar con su sonido e incorporar nuevas influencias musicales en cada lanzamiento de larga duración. Se describió como más oscuro y pesado que algunos de sus predecesores, con melodías más bajas y más riffs de guitarra. Según den Adel, la naturaleza de los temas tratados influyó directamente en el tono más oscuro de la instrumentación de algunas canciones del álbum. La cantante utilizó menos la voz de influencia operística, dando espacio a otras técnicas de canto y también aventurándose en registros más bajos. El álbum se describe como metal alternativo, metal sinfónico, metal gótico, y pop metal, con elementos de metalcore, gothic doom, y djent.

## Promoción

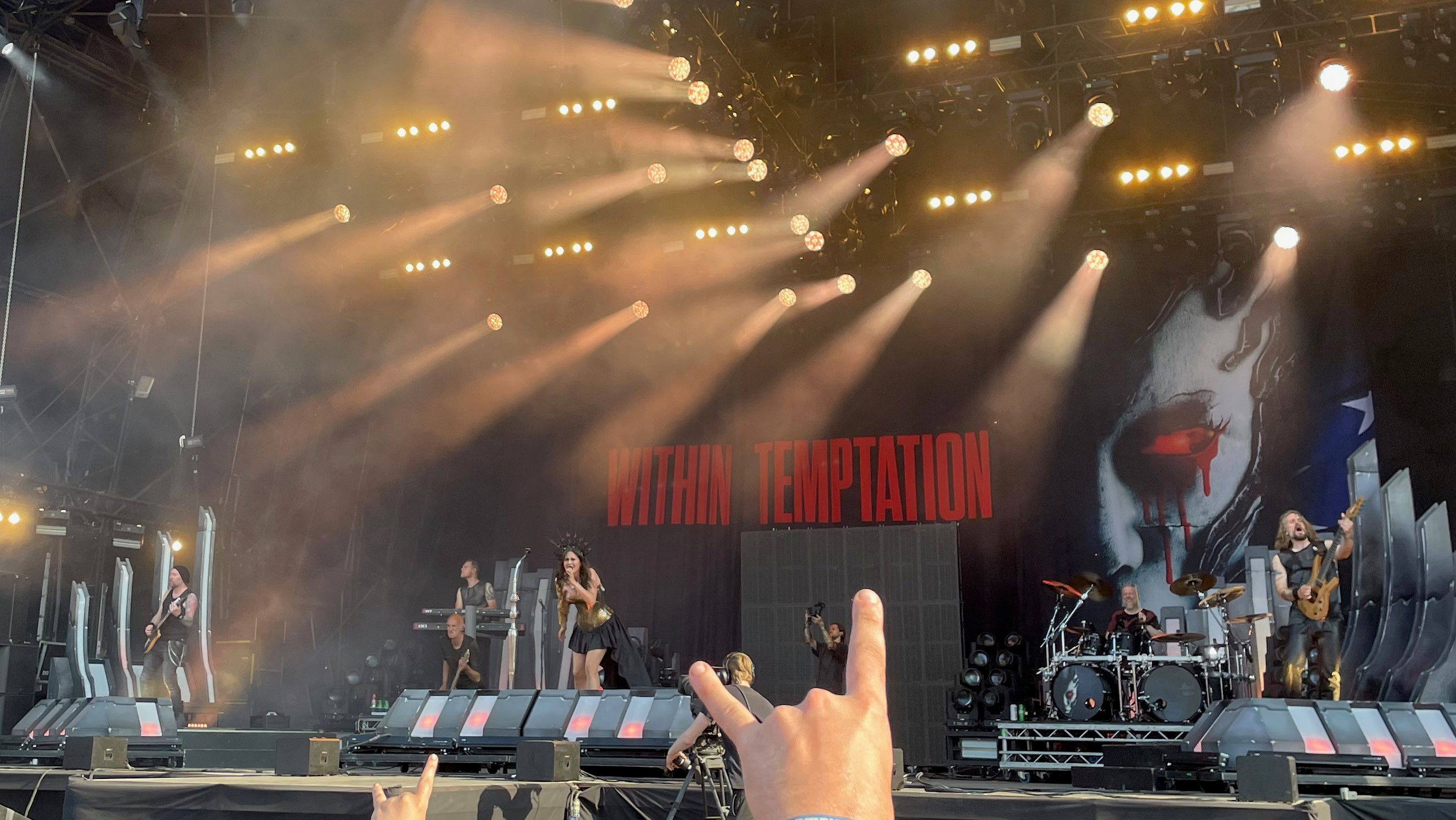
Within Temptation en vivo desde el Download Festival en 2023. Entre 2020 y 2023, todos los sencillos independientes que luego se convirtieron en parte del álbum fueron interpretados en vivo.

Como la banda decidió lanzar sencillos antes de tener un álbum de estudio completo, varias canciones que luego formaron parte de Bleed Out se anunciaron como sencillos y se interpretaron en vivo mientras el álbum aún estaba incompleto. «Entertain You», el primer sencillo, tuvo su estreno en vivo en el programa de televisión holandés M el 22 de mayo de 2020. «Shed My Skin» se estrenó por primera vez en The Aftermath, un concierto virtual especial grabado y transmitido por la banda en junio de 2021, durante la pandemia de COVID-19. Como algunos países ya habían comenzado a permitir conciertos con asistencia pública nuevamente, siguiendo medidas de seguridad específicas, Within Temptation tocó en vivo ante una audiencia por primera vez desde el inicio de la pandemia en el festival Kuopio Rock en Finlandia, en agosto de 2021. En la ocasión, estrenaron la canción “The Purge», que originalmente se lanzó como un sencillo en noviembre de 2020. En 2022, la banda tocó en numerosos festivales de música de verano en Europa, abrió para Iron Maiden en su «Legacy of the Beast World Tour», y co-encabezó la gira «Worlds Collide» junto a la banda estadounidense Evanescence. Durante 2023, la banda embarcó en una nueva fila de conciertos durante la temporada de festivales europeos, donde debutaron en vivo el recién lanzado “Wireless” y el entonces inédito «Bleed Out», que se estrenó en Hellfest.

## Recepción

### Críticas
Bleed Out recibió críticas positivas de la crítica musical. En su artículo para Metal Hammer, Catherine Morris concedió al álbum 4,5 estrellas de 5. Elogió la evolución musical de la banda a lo largo de su carrera y consideró que era su álbum más oscuro en cuanto a música y letras. Elogió la evolución musical de la banda a lo largo de su carrera, y consideró el álbum como el más oscuro en cuanto a música y letras. Morris señaló la canción que da título al álbum como el mejor ejemplo de la identidad actual de la banda, ya que la canción es "ferozmente obstinada y apasionada, con un oído impecable para la melodía preciosa, estribillos conmovedores y un heavy metal aplastante acorde con su mensaje" Nick Ruskell, de Kerrang!, también destacó el tono sombrío de la música y las letras que componen el álbum. Comentó que, aunque la banda siempre había tratado temas mundanos en sus discos, solían hacerlo mediante el uso de metáforas y alegorías, mientras que en este álbum daban a los temas sociales un enfoque más directo. En cuanto a las nuevas influencias musicales adoptadas por la banda, como la implementación de más líneas y riffs de guitarra, Ruskell comentó que "pueden hacer todo esto sin dejar de sonar inconfundiblemente Within Temptation". Matthieu David, de la revista francesa de Rolling Stone, también comentó que el grupo presenta un equilibrio entre los diversos estilos e influencias que adoptan, que se ve reforzado por su experiencia en ello, y otorgó al álbum una puntuación de 3,5 estrellas sobre 5.

### Premios
| Año  | Organización   | Premio              | Resultado | Ref.          |
| ---- | -------------- | ------------------- | --------- | ------------- |
| 2024 | Premios Edison | Mejor álbum de Rock | Ganador   | [ 39 ] [ 40 ] |

### Lista de fin de año
| Publicación  | Premio                                                  | Posición | Ref.   |
| ------------ | ------------------------------------------------------- | -------- | ------ |
| Kerrang!     | The 50 Best Albums of 2023                              | 42       | [ 41 ] |
| Metal Hammer | Metal Hammer's 50 best albums of 2023 (Staff)           | 34       | [ 42 ] |
| Metal Hammer | Metal Hammer's 50 best albums of 2023 (Readers)         | 3        | [ 43 ] |
| Metal Hammer | Metal Hammer's 10 best alternative metal albums of 2023 | —        | [ 44 ] |

## Lista de canciones
| N.º   | Título                         | Duración |  |
| 1.    | «We Go to War»                 | 4:19     |  |
| 2.    | «Bleed Out»                    | 4:30     |  |
| 3.    | «Wireless»                     | 4:41     |  |
| 4.    | «Worth Dying For»              | 4:53     |  |
| 5.    | «Ritual»                       | 3:36     |  |
| 6.    | «Cyanide Love»                 | 4:04     |  |
| 7.    | «The Purge»                    | 4:16     |  |
| 8.    | «Don't Pray for Me»            | 3:41     |  |
| 9.    | «Shed My Skin» (con Annisokay) | 4:30     |  |
| 10.   | «Unbroken»                     | 5:08     |  |
| 11.   | «Entertain You»                | 3:31     |  |
| 47:10 |                                |          |  |

## Créditos y personal
Within Temptation
- Sharon den Adel – voz
- Ruud Jolie – guitarra
- Stefan Helleblad – guitarra ritmitica
- Jeroen van Veen – bajo
- Martijn Spierenburg – teclados
- Mike Coolen – baterìa

Personal adicional
- Christoph Wieczorek – Voz  (canción 9)
- Rudi Schwarzer – Voz gutural (canción 9)
- Daniel Gibson – voz adicional (canción 11), voz de respaldo (canción 2 y 8)
- Zakk Cervini – mezclador
- Ted Jensen – ingeniero de sonido
- Anato Finnstark — arte de tapa

## Posicionamiento en Lista
| Gráfica (2023)                       | Pico de posición |
| ------------------------------------ | ---------------- |
| Austria (Ö3 Austria)                 | 8                |
| Alemania (Offizielle Top 100)        | 5                |
| Bélgica (Ultratop Flandes)           | 5                |
| Bélgica (Ultratop Valonia)           | 6                |
| Países Bajos (Album Top 100)         | 2                |
| Finlandia (Suomen virallinen lista)  | 18               |
| Francia (SNEP)                       | 43               |
| Polonia (ZPAV)                       | 44               |
| Escocia (Scottish Albums Chart)      | 16               |
| España (Promusicae)                  | 67               |
| Suecia (Sverigetopplistan)           | 52               |
| Suiza (Schweizer Hitparade)          | 4                |
| Reino Unido (UK Albums Chart)        | 69               |
| Reino Unido (UK Independent Albums)  | 8                |
| Reino Unido (UK Rock & Metal Albums) | 3                |

## Historial  de lanzamiento
| País    | Fecha                 | Formato            | Discográfica           | Referencias |
| ------- | --------------------- | ------------------ | ---------------------- | ----------- |
| Various | 20 de octubre de 2023 | Digital, streaming | Force Music Recordings |             |
| Varios  | 20 de octubre de 2023 | Vinillo            | Música en Vinillo      | [ 60 ]      |